# Белореченский (Волгоградская область)
Белореченский — посёлок в Новониколаевском районе Волгоградской области. Входит в состав Красноармейского сельского поселения.

## История
В 1966 г. Указом Президиума ВС РСФСР поселок отделения № 4 совхоза «Красноармеец»
переименован в Белореченский.
В соответствии с Законом Волгоградской области от 22 декабря 2004 года № 975-ОД «Об установлении границ и наделении статусом Новониколаевского района и муниципальных образований в его составе», хутор вошёл в состав образованного Красноармейского сельского поселения.

## География
Расположен в северо-западной части региона, в степной зоне, в пределах Хопёрско-Бузулукской равнины.

## Население
| 2010 |
| ---- |
| 24   |

## Инфраструктура
Развитое сельское хозяйство, действовало отделение совхоза «Красноармеец». Личное подсобное хозяйство.

## Транспорт
подъезд от автомобильной дороги «Красноармейский — Андриановский» к п. Белореченский (идентификационный номер 18 ОП МЗ 18Н-90-1).
Просёлочные дороги.